# テスケロサウルス
テスケロサウルス(Thescelosaurus)は、後期白亜紀マーストリヒチアン期のアメリカに生息していたパルクソサウルス科の中型植物食恐竜で、名前の意味は「驚くべきトカゲ」。心臓の化石が発見されたことで一時話題となったが、後述するようにそれは心臓の化石ではなかったとされる。

## 大きさ
3 - 4メートルと、ヒプシロフォドン類では割合大きめだった。

## 全体の特徴

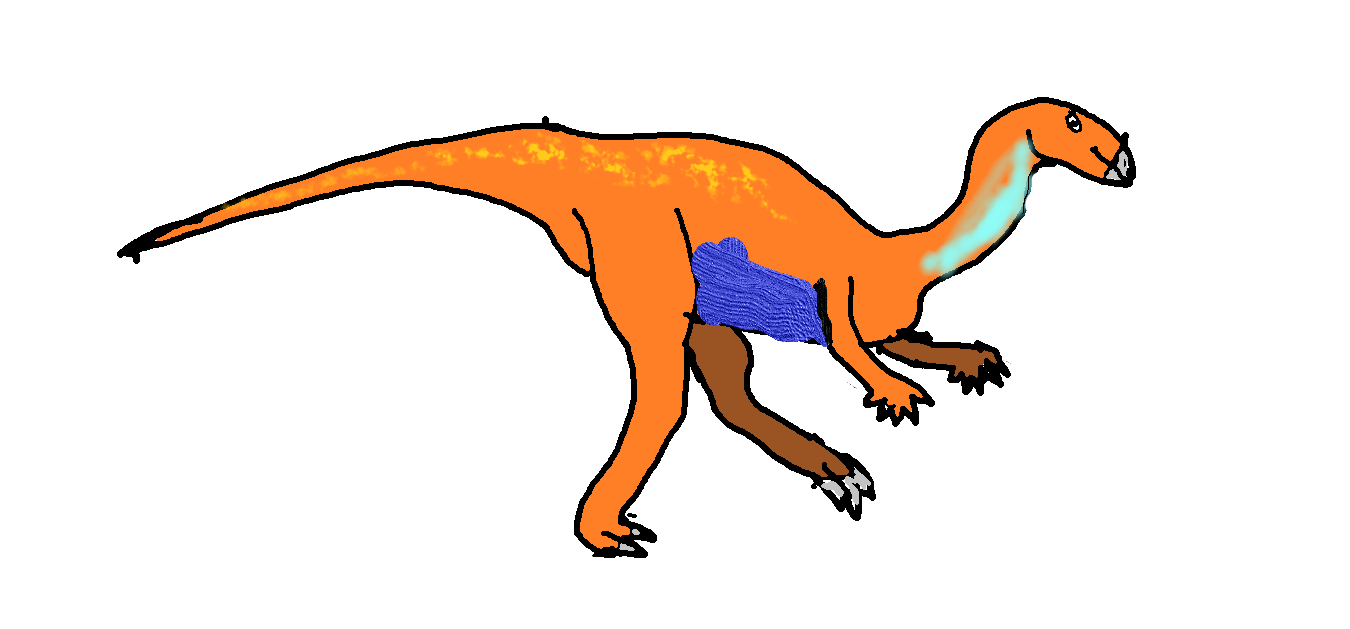
テスケロサウルス（生体復元画）

鼻先の長い小さな頭、幅広の胴体、太くたくましい後ろ足が特徴。他のヒプシロフォドン類同様に、上顎には先の方まで歯があった。

## 生息環境
川の近くに暮らしていたようである。

## 生息年代、場所
白亜紀後期、カナダやアメリカに生息。ティラノサウルスやトリケラトプスなどとともに白亜紀の終盤に生きていた。

## テスケロサウルスの心臓化石
この恐竜は発見されたとき、心臓らしき器官が化石となって残っていた。そのため、この話題でテスケロサウルスは注目を浴びることとなったが、今では多くの研究者により、心臓の化石ではなかったと否定されている。